# 淳安県
淳安県（じゅんあん-けん）は中華人民共和国浙江省に位置する省直轄の県であり、しばらく杭州市に代理管轄されている。
奥多摩町と姉妹都市である。

## 行政区画
- 鎮：千島湖鎮、文昌鎮、石林鎮、臨岐鎮、威坪鎮、姜家鎮、梓桐鎮、汾口鎮、中洲鎮、大墅鎮、楓樹嶺鎮
- 郷：里商郷、金峰郷、富文郷、左口郷、屏門郷、瑤山郷、王阜郷、宋村郷、鳩坑郷、浪川郷、界首郷、安陽郷

## 関連項目

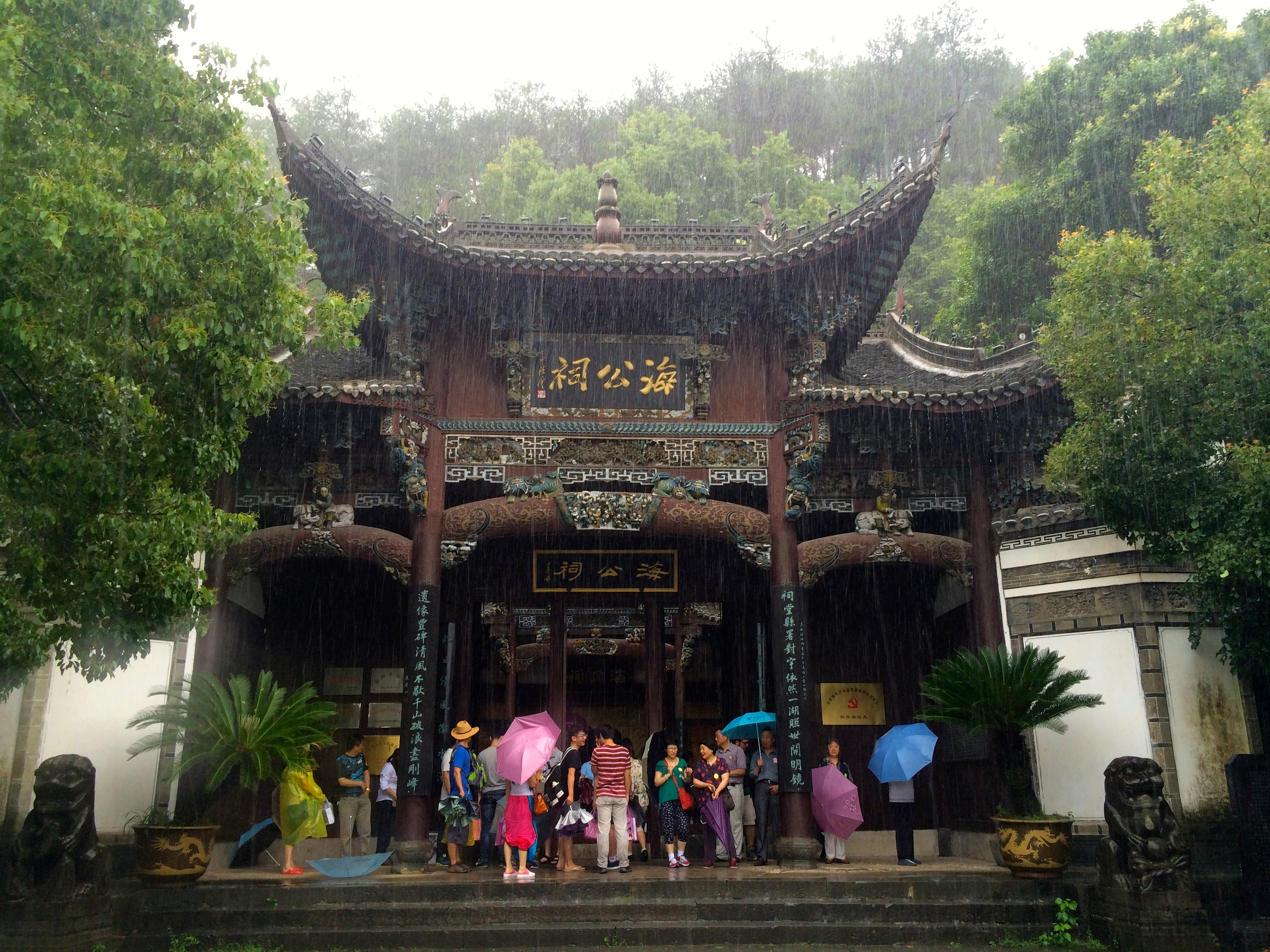
千島湖・竜山島にある海公祠

## 交通

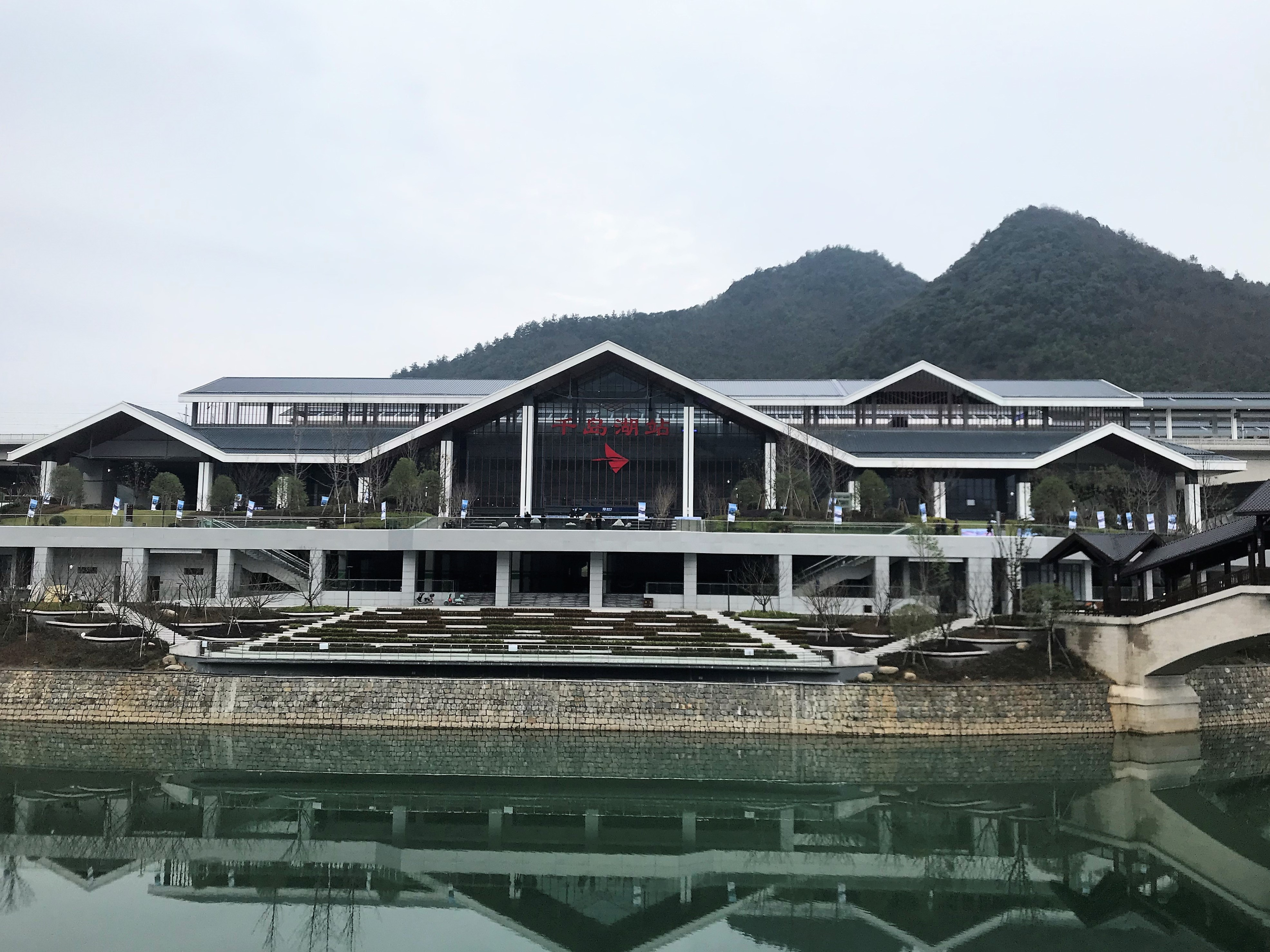
千島湖駅

### 鉄道
- 中国鉄路総公司
  - 杭黄旅客専用線

（黄山方面）- 千島湖駅 -（杭州方面）

### 道路
- 高速道路
  - 千黄高速道路